# Indispensable Reefs
Die Indispensable Reefs (englisch unverzichtbare Riffe) sind eine Kette dreier im Nordosten des Korallenmeeres (eines Randmeers des Pazifischen Ozeans) gelegenen Atolle, etwa 72 Kilometer südlich der Insel Rennell, bei der die Salomonensee beginnt. Sie zählen zur Provinz Rennell und Bellona des Inselstaats Salomonen.
Die zugehörigen Atolle Indispensable Reef North, Indispensable Reef Middle und Indispensable Reef South sind jeweils unbewohnt. Sie erstrecken sich von Nordwest nach Südost über 104 km Luftlinie und sind bis zu 18 km breit.
Little Nottingham Islet im Middle Reef ist die südlichste Insel der Salomonen.